# 澆水器

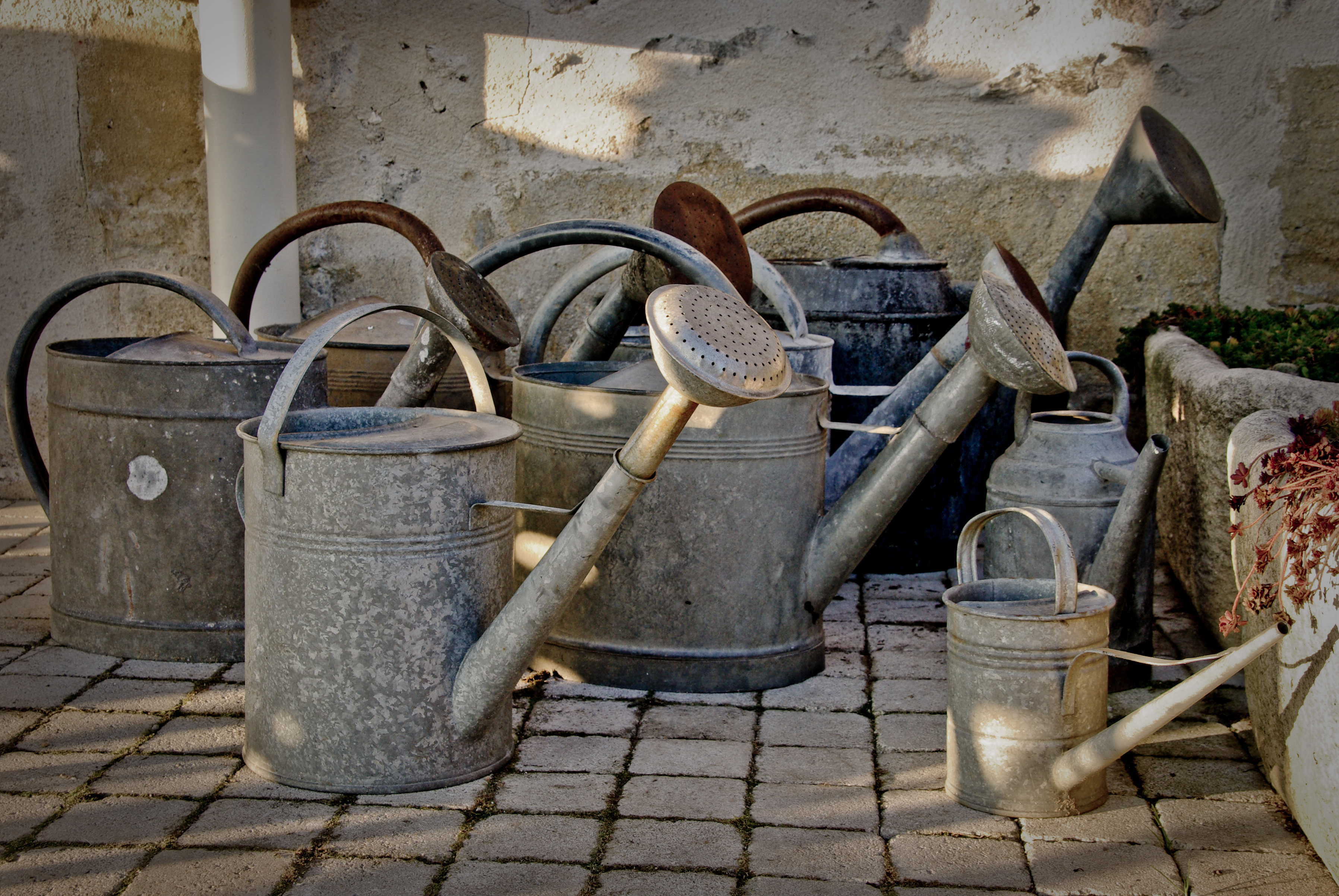
各種由金屬製成的澆水器

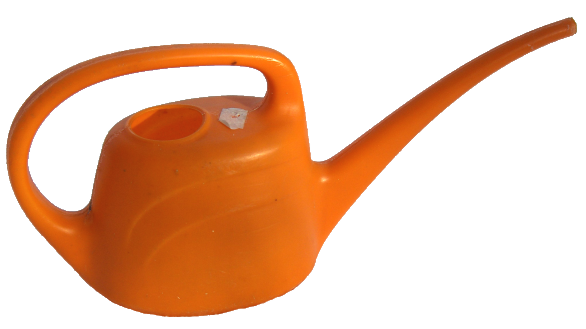
澆水器由塑料製成。

澆水器，又稱：澆水壺、澆水罐、澆花器、灑水器，是一個便攜式容器有手柄和噴嘴，用來手工澆水。至少在17世紀才被使用，從而在設計上有了許多改進。除了澆灌植物，它有各種用途，因為它是一個相當通用的工具。容器的容量可以為0.5公升（室內家用電器）至10公升（一般花園使用）。它通常由金屬、陶瓷或塑料製成。在噴嘴的末端，放置一個蓮藕型澆水頭，以將水流分解成水滴，以避免土壤上過多的水壓破壞精緻的植物。

## 歷史
澆水器一詞首次出現在十九世紀九十年代。早些時候，它被稱為“澆水壺”。
1886年，“Haws”澆水罐由John Haws獲得專利。

## 現代用途
澆水器可用于澆灌植物，铺敷瀝青，并作为裝飾品和藝術品中的元素。

### 引用
1. ↑  .   [2017-10-05]. （原始内容存档于2017-08-27）.
2. ↑  . Haws Elliott Ltd.   [20 August 2014]. （原始内容存档于2014年7月25日）.